# Medalla del Servei General a l'Índia 1936-39
La Medalla del Servei General a l'Índia 1936-39 (anglès: India General Service Medal (1936)) és una medalla de campanya dels exèrcits britànic i indi, creada el 3 d'agost de 1938 pel rei Jordi VI del Regne Unit, i atorgada a oficials i tropa dels exèrcits britànic i indi per diverses campanyes militars menors a l'Índia (al Waziristan i a la Frontera Nord-oest) entre 1936 i 1939.
Reemplaçà la Medalla del Servei General a l'Índia 1908-35.
Cadascuna de les campanyes que cobrí era representada per una barra al galó, i la medalla no podia atorgar-se sense barra. Se'n sancionaren dues:
- NORTH WEST FRONTIER 1936-37: atorgada pel servei en operacions contra els Fakir d'Ipi al Waziristan entre el 24 de novembre de 1936 i el 16 de desembre de 1937
- NORTH WEST FRONTIER 1937-39: atorgada pel servei en operacions contra els Fakir d'Ipi al Waziristan entre el 16 de desembre de 1937 i el 31 de desembre de 1939.

Els receptors d'una Menció als Despatxos podien lluir el Manat de Fulles de Roure sobre el galó.
Va quedar obsoleta el 1947, amb la independència de l'Índia.

## Disseny
Una medalla de plata de 36mm de diàmetre. L'anvers mostra la imatge coronada del nou rei Jordi VI, amb la inscripció "GEORGIUS VI D.G. BR OMN REX ET INDIAE IMP". Al revers apareix la figura d'un tigre sobreimpressionada a unes muntanyes, amb la inscripció "INDIA" a sota.
Penja d'una cinta amb una ampla franja grisa al mig, flanquejada per una estreta franja vermella i dues franges verdes a les puntes.